# Hiroko Sadakane
Hiroko Sadakane (jap. 貞包 紘子 Sadakane Hiroko; * 16. Mai 1986) ist eine ehemalige japanische Shorttrackerin.

## Werdegang
Sadakane trat international erstmals bei der Winter-Universiade 2007 in Turin in Erscheinung, wobei sie mit der Staffel die Silbermedaille gewann. Bei den Teamweltmeisterschaften 2007 in Budapest errang sie den fünften Platz und bei den Teamweltmeisterschaften 2009 in Heerenveen den achten Platz. In der Saison 2009/10 erreichte sie in Montreal mit achten Plätzen über 500 m und 1500 m ihre einzigen Top-Zehn-Platzierungen im Weltcup und absolvierte in Marquette ihren letzten Weltcup, welchen sie auf dem 19. Platz über 1500 m beendete. Zudem belegte sie bei den Teamweltmeisterschaften 2010 in Bormio den vierten Platz und beim Saisonhöhepunkt, den Olympischen Winterspielen 2010 in Vancouver, den 12. Platz über 1500 m sowie den siebten Rang mit der Staffel.

## Erfolge

### Olympische Spiele
- 2010 Vancouver: 7. Platz Staffel, 12. Platz 1500 m

### Team-Weltmeisterschaften
- 2007 Budapest: 5. Platz
- 2009 Heerenveen: 8. Platz
- 2010 Bormio: 4. Platz